# Anoeschka von Meck
Anoeschka von Meck (sinh năm 1967) là nhà văn nữ người Namibia viết bằng tiếng Afrikaan.
Von Meck là người gốc Đức, sinh ra ở Mariental, và sống một thời gian ở Vịnh Henties. Năm 1983, von Meck chuyển đến Hoa Kỳ để học xong trung học, tốt nghiệp Học viện Công giáo Lynchburg ở Virginia. Sau đó, cô học tại Saddleback College trước khi chuyển đến San Francisco để nghiên cứu sinh học biển và các tôn giáo so sánh. Trong khi ở Hoa Kỳ, von Meck đã giành được giải thưởng Nhà thơ Vàng, được đưa ra bởi Hiệp hội Thơ Quốc tế.
Von Meck trở về châu Phi và nghiên cứu khảo cổ học và tôn giáo tại Đại học Cape Town và Ai Cập tại Đại học Stellenbosch. Sau đó, cô làm việc như một người hỗ trợ trong một nhà trẻ và sau đó là một nhà báo. Cô là một phóng viên toàn thời gian cho Die Republikein.
Cuốn tiểu thuyết mang tính đột phá của Von Meck, Vaselinetjie, được xuất bản năm 2004. Nó giành được ba giải thưởng văn học: Giải thưởng Rapport/Jan Rabie cho tác phẩm mới, văn học mới viết bằng tiếng Afrikaan, Giải thưởng MER cho Văn học trẻ và Giải M-Net cho văn bản Afrikaans ở định dạng ngắn. Mặc dù cuốn tiểu thuyết đã được trao giải thưởng MER, "nó đã được đám đông cảm thấy rằng tác giả đã không có ý định viết cuốn tiểu thuyết cho người trẻ." Vaselinetjie là một "câu chuyện thực tế về một đứa trẻ bị bỏ rơi được tìm thấy nằm bên cạnh đường sắt ở bờ biển và được một cặp vợ chồng trẻ (Afrikaans: Kleurling) nhận nuôi. Nhân vật nữ trẻ tuổi này có một cái tên bất thường ("Vaseline") vì làn da sáng bóng của cô, do ông bà của cô chà xát Vaseline trên làn da khô của cô, triệu chứng này do mặt trời chiếu lên da gây ra. Vaselinetjie đã được chuyển thể sang sân khấu và được biểu diễn tại Cape Town vào năm 2010. Một bộ phim dựa trên tiểu thuyết này đã được phát hành vào năm 2017.